# Municipio de Wilson (condado de Marion)
El municipio de Wilson (en inglés: Wilson Township) es un municipio ubicado en el condado de Marion en el estado estadounidense de Kansas. En el año 2010 tenía una población de 201 habitantes y una densidad poblacional de 2,15 personas por km².

## Geografía
El municipio de Wilson se encuentra ubicado en las coordenadas 38°17′59″N 97°6′20″O / 38.29972, -97.10556. Según la Oficina del Censo de los Estados Unidos, el municipio tiene una superficie total de 93.48 km², de la cual 93,41 km² corresponden a tierra firme y (0,07 %) 0,07 km² es agua.

## Demografía
Según el censo de 2010, había 201 personas residiendo en el municipio de Wilson. La densidad de población era de 2,15 hab./km². De los 201 habitantes, el municipio de Wilson estaba compuesto por el 97,01 % blancos, el 1,49 % eran asiáticos y el 1,49 % eran de una mezcla de razas. Del total de la población el 0 % eran hispanos o latinos de cualquier raza.